# Hypomyrina fournierae
Hypomyrina fournierae är en fjärilsart som beskrevs av Gabriel 1939. Hypomyrina fournierae ingår i släktet Hypomyrina och familjen juvelvingar. Inga underarter finns listade i Catalogue of Life.